# Час пик (фильм, 1998)
«Час пик» (англ. Rush Hour) — американский комедийный боевик режиссёра Бретта Ратнера. Главные роли исполнили Джеки Чан и Крис Такер.
Слоган фильма: Самые быстрые руки востока и самый большой рот запада.

## Сюжет
В последний день британского правления в Гонконге в 1997 году детектив-инспектор Ли из полиции Гонконга проводит рейд на пристани, надеясь арестовать анонимного криминального босса Джантао. Он находит только Сэнга, правую руку Джантао, который сбегает. Ли возвращает многочисленные китайские культурные сокровища, похищенные Джантао, которые он преподносит как прощальный подарок своему уходящему начальству, китайскому консулу Солону Хану и британскому командующему Томасу Гриффину.
Вскоре после того, как Хан занимает свой новый дипломатический пост в Лос-Анджелесе, его дочь Су Янг похищает Сэнг. Хан вызывает Ли, чтобы помочь в этом деле, но ФБР, опасаясь, что участие Ли может привести к международному скандалу, сплавляет его в полицию Лос-Анджелеса. Детектива Джеймса Картера обманом назначили «нянчиться» с Ли как наказание за неудачную операцию; когда Картер это выясняет, он решает раскрыть дело сам.
Картер берёт Ли на обзорную экскурсию, держа его подальше от посольства и связываясь с информаторами о похищении. Ли самостоятельно добирается до китайского консульства, где Хан и ФБР ждут новостей о Су Янг. Во время спора с главным агентом Уорреном Рассом Картер случайно вступает в разговор по телефону с Сэнгом, во время которого он договаривается о выкупе в размере 50 000 000 долларов.
ФБР отслеживает вызов до склада, где группа агентов погибла из-за пластичной взрывчатки. Заметив Сэнга поблизости, Ли и Картер преследуют его, но Сэнг сбегает, роняя детонатор. Коллега Картера, эксперт по взрывчатке Таня Джонсон, отслеживает детонатор до Клайва, которого Картер ранее арестовывал. Ли заставляет Клайва раскрыть свои деловые отношения с Джантао, которого он встретил в ресторане в китайском квартале, чем заслуживает доверие Картера. Картер идет в ресторан один и смотрит записи видеонаблюдения, на которых видно, как Джантао прячет Су Янг в фургон. Ли прибывает и спасает Картера от синдиката Джантао, но их снимают с дела после того, как ФБР обвиняет их в срыве передачи выкупа. Ли отправляют обратно в Гонконг.
Картер обращается за помощью к Джонсон и пробирается на борт самолёта Ли, убеждая его помочь закончить дело и остановить Джантао. Позже Гриффин сам занимается этим делом, раскрывая больше о связи полиции Гонконга с синдикатом Джантао, и умоляет Хана заплатить выкуп, чтобы избежать дальнейшего кровопролития.
На открытии выставки китайского искусства в Los Angeles Convention Center, за которой наблюдают Хан и Гриффин, состоится передача теперь уже 70 000 000 долларов. Картер, Ли и Джонсон изображают гостей выставки. Картер убеждает гостей, чтобы они уехали для их собственной безопасности, чем злит ФБР. Ли видит, как Гриффин получает пульт от детонатора от Сэнга. Ли и Джонсон приходят к выводу, что Гриффин - это Джантао, когда Картер узнает его по записям видеонаблюдения в китайском квартале. Гриффин угрожает взорвать бомбу, прикреплённую к жилету Су Янг, и требует, чтобы выкуп был полностью выплачен, в качестве компенсации за бесценные китайские артефакты, которые он сохранил после рейда Ли. Картеру удаётся ускользнуть, он находит Су Янг в фургоне и отвозит фургон в здание в пределах досягаемости Гриффина, зная, что взрыв жилета также убьёт и его.
Джонсон удаётся снять жилет с Су Янг, а Гриффин идёт на крышу с сумкой денег. Ли берёт жилет и преследует Гриффина, в то время как Картер убивает Сэнга в перестрелке. Ли догоняет Гриффина, происходит перебранка, в результате которой двое оказываются висящими на балках. Гриффин, держась за жилет, погибает, когда жилет разрывается, но, когда падает Ли, Картер ловит его с помощью большого флага.
Хан и Су Янг воссоединяются, и Хан отправляет Картера и Ли в отпуск в Гонконг в качестве награды. Прежде чем Картер уходит, агенты Расс и Уитни предлагают ему должность в ФБР, от которой он насмешливо отказывается. Картер садится в самолёт вместе с Ли, который раздражает его пением «Войны» Эдвина Старра.

## Съёмочная группа
- Режиссёр: Бретт Ратнер
- Сценарий: Росс Ла Манна, Джим Кауф
- Продюсеры: Артур Саркисян, Джонатан Гликмэн, Роджер Бирнбаум,
- Исполнительный продюсер: Джей Стерн
- Оператор: Адам Гринберг
- Художник: Робб Уилсон Кинг
- Композитор: Лало Шифрин
- Монтаж: Марк Хелфрич
- Костюмы: Шэрен Дэвис

## В ролях
| Актёр              | Роль                      |
| ------------------ | ------------------------- |
| Джеки Чан          | инспектор Ли              |
| Крис Такер         | детектив Джеймс Картер    |
| Том Уилкинсон      | Томас Гриффин / Джантао   |
| Ци Ма              | консул Солон Хан          |
| Кен Люн            | Сэнг                      |
| Элизабет Пенья     | детектив Таня Джонсон     |
| Марк Ролстон       | спецагент ФБР Уоррен Расс |
| Рекс Линн          | агент ФБР Дэн Уитни       |
| Крис Пенн          | Клайв Кобб                |
| Филип Бэйкер Холл  | капитан Уильям Дил        |
| Джулия Сю          | дочь консула Су Янг       |
| Джон Хоукс         | Стаки                     |
| Клифтон Пауэлл     | Люк                       |
| Барри Шабака Хенли | Бобби                     |

## Гонорары
- Джеки Чан — $ 1 500 000[1]
- Крис Такер — $ 3 000 000[2]

## Факты
- При русскоязычной локализации фильма ряд китайских имён в фильме были транскрибированы по принципам английской грамматики, вместо китайской, без учёта каких-либо систем романизации или кириллизации китайского. В итоге Сан стал Сэнгом, Жунтао — Джантао, а в имени Су Юн вообще была допущена грамматическая ошибка, вследствие чего звук «ю» был транскрибирован как «я».

## Ремейк
Канал CBS создал телеадаптацию кинофраншизы «Час пик».